# Xylotrechus discors
Xylotrechus discors là một loài bọ cánh cứng trong họ Cerambycidae.